# Erythmelus brevifuniculatus
Erythmelus brevifuniculatus is een vliesvleugelig insect uit de familie Mymaridae. De wetenschappelijke naam is voor het eerst geldig gepubliceerd in 2011 door Li, Lin & Hu.